# Siam (motorfiets)
Siam is een historisch Italiaans scootermerk dat onder andere een cross-scooter bouwde (o.a. de Siam Scross, 1996).